# Inventaris beschermde Kempense mijnmonumenten
Dit is een inventaris van beschermde Kempense mijnmonumenten.

## De 7 Kempense mijnsites & As
| Beringen   | Eisden | Houthalen | Waterschei |
| ---------- | ------ | --------- | ---------- |
|            |        |           |            |
| Winterslag | Zolder | Zwartberg | Site As    |
|            |        |           |            |

## Inventaris van beschermde Kempense mijnmonumenten
| Mijnsite            | Soort gebouw                             | Bouwjaar    | Architect                   | Herbestemming             | Adres                             | Monument | Jaar bescherming | Illustratie | Opmerkingen |   |  |
| Beringen            |                                          |             |                             |                           |                                   |          |                  |             | | ↑ |  |
| ------------------- | ---------------------------------------- | ----------- | --------------------------- | ------------------------- | --------------------------------- | -------- | ---------------- | ----------- | --- | - |  |
| Beringen-mijn       | hoofdgebouw                              | 1921        | Frenay, Thielens, Huybrighs | /                         | Beringen, Koolmijnlaan 201        | 4041     | 1993-12-22       |             | administratief gebouw of centraal gebouw |   |  |
| Beringen-mijn       | borstbeeld op sokkel                     |             | /                           |                           | Beringen, Koolmijnlaan 201        | 4041     | 1993-12-22       |             | borstbeeld C. Cavalier |   |  |
| Beringen-mijn       | kleedkamers en stortbaden                | 1922-1926   |                             | /                         | Beringen, Koolmijnlaan 201        | 4041     | 1993-12-22       |             | kleedkamers en stortbaden |   |  |
| Beringen-mijn       | controlegebouw                           |             | /                           |                           | Beringen, Koolmijnlaan 201        | 4041     | 1993-12-22       |             | controlegebouw |   |  |
| Beringen-mijn       | wachterslokaal                           |             | /                           |                           | Beringen, Koolmijnlaan 201        | 4041     | 1993-12-22       |             | wachterslokaal |   |  |
| Beringen-mijn       | omheining                                | jaren 1920  |                             | /                         | Beringen, Koolmijnlaan 201        | 4041     | 1993-12-22       |             | omheining van het mijnterrein |   |  |
| Beringen-mijn       | sociaal gebouw                           | 1953        |                             | Mijnmuseum                | Beringen, Koolmijnlaan 201        | 4041     | 1993-12-22       |             | zakelijke interbellumstijl |   |  |
| Beringen-mijn       | schachtbok I                             | 1926-1928   |                             | /                         | Beringen, Koolmijnlaan 201        | 4041     | 1993-12-22       |             | tweede oudste schacht van de mijnstreek, bekleed met beton |   |  |
| Beringen-mijn       | schachtbok II                            | 1919        | /                           |                           | Beringen, Koolmijnlaan 201        | 4041     | 1993-12-22       |             | diepteschacht |   |  |
| Beringen-mijn       | ophaalgebouw 1                           |             | /                           |                           | Beringen, Koolmijnlaan 201        | 4041     | 1993-12-22       |             | ophaalgebouw schacht I |   |  |
| Beringen-mijn       | ophaalgebouw 2                           |             | /                           |                           | Beringen, Koolmijnlaan 201        | 4041     | 1993-12-22       |             | ophaalgebouw schacht I |   |  |
| Beringen-mijn       | ophaalgebouw 3                           |             | /                           |                           | Beringen, Koolmijnlaan 201        | 4041     | 1993-12-22       |             | ophaalgebouw schacht II |   |  |
| Beringen-mijn       | ophaalgebouw 4                           |             | /                           |                           | Beringen, Koolmijnlaan 201        | 4041     | 1993-12-22       |             | ophaalgebouw schacht II |   |  |
| Beringen-mijn       | ontvangstgebouw en losvloer              | 1923        |                             | /                         | Beringen, Koolmijnlaan 201        | 4041     | 1993-12-22       |             | bevat een driescharnierenspant |   |  |
| Beringen-mijn       | gebouw van watercentrale                 | 1943-1945   | /                           |                           | Beringen, Koolmijnlaan 201        | 4041     | 1993-12-22       |             | voorbeeld van zuiver functionele betonbouw |   |  |
| Beringen-mijn       | gebouw van de gasextractie / ventilatie  |             | /                           |                           | Beringen, Koolmijnlaan 201        | 4041     | 1993-12-22       |             | extractie -/ ventilatie-inrichting (afwijkingsventilatoren) |   |  |
| Beringen-mijn       | betonnen klaarvijvers                    | 1938        | /                           |                           | Beringen, Koolmijnlaan 201        | 4041     | 1993-12-22       |             | betonnen klaarvijvers |   |  |
| Beringen-mijn       | centrale werkhuizen                      | jaren 1920  |                             | /                         | Beringen, Koolmijnlaan 201        | 4041     | 1993-12-22       |             | opgetrokken uit raekemspanten op gewapend betonnen skelet (Hennebique-systeem) |   |  |
| Beringen-mijn       | watertoren                               | 1929        |                             | /                         | Beringen, Koolmijnlaan 201        | 4041     | 1993-12-22       |             | opgetrokken uit gewapend beton |   |  |
| Beringen-mijn       | spoorlijnen                              | 1925        |                             | /                         | Beringen, Koolmijnlaan 201        | 4041     | 1993-12-22       |             | spoorlijnen |   |  |
| Beringen-mijn       | indikkers en toebehoren                  | 1933        |                             | duikcentrum               | Beringen, Koolmijnlaan 201        | 4048     | 1994-12-19       |             | monolithische constructie in metaalvakwerkbouw, uit 1933 en later |   |  |
| Beringen-mijn       | kolenwasserij                            | 1923        |                             | /                         | Beringen, Koolmijnlaan 201        | 4048     | 1994-12-19       |             | monolithische constructie in metaalvakwerkbouw, uit 1923 en later |   |  |
| Beringen-mijn       | elektriciteitspiloon                     |             | /                           |                           | Beringen, Laan op Vurten          | 4052     | 2002-04-24       |             | bewaarde pyloon met ijzervakwerk |   |  |
| Beringen-mijn       | melkhuisje                               | 1927        |                             | /                         | Beringen, Alfred Habetslaan 40    | 4052     | 2002-04-24       |             | werd later elektriciteitscabine |   |  |
| Beringen-kolenhaven | kolenhaven                               | 1939        |                             | /                         | Beringen,                         | 4043     | 1993-12-22       |             | havendokaanleg uit de 1930-er jaren |   |  |
| Beringen-kolenhaven | bureelgebouw                             | jaren 1930  |                             | /                         | Beringen,                         | 4042     | 1993-12-22       |             | bureelgebouw in zakelijke stijl (beton + baksteen) |   |  |
| Beringen-kolenhaven | titankraan                               | jaren 1930  |                             | /                         | Beringen,                         | 4042     | 1993-12-22       |             | spoorlijnen |   |  |
| Beringen-kolenhaven | brug                                     |             | /                           |                           | Beringen,                         | 4042     | 1993-12-22       |             | verbindingsbrug tussen het Albertkanaal en havendok |   |  |
| Beringen-kolenhaven | seinhuisje                               |             | /                           |                           | Beringen,                         | 4042     | 1993-12-22       |             | uit metaal- en metselvakwerk |   |  |
| Beringen-kolenhaven | elektrisch onderstation                  |             | /                           |                           | Beringen,                         | 4042     | 1993-12-22       |             | elektrisch onderstation |   |  |
| Beringen-kolenhaven | toegangspartij                           |             | /                           |                           | Beringen,                         | 4042     | 1993-12-22       |             | toegangspartij met pilasters aan weerszijden van de spoorlijn |   |  |
| Beringen-cité       | kioskplein                               | 1927-1929   | Blomme en Lohest            |                           | Beringen,                         | 4053     | 1981-09-08       |             | directeurswoning met omgevend park (dorpsgezicht) |   |  |
| Beringen            | Sint-Theodarduskerk                      | 1939-1943   | H. Lacoste                  |                           | Beringen, Koolmijnlaan            | 4025     | 1985-01-24       |             | typische mijnkathedraal |   |  |
| Eisden              |                                          |             |                             |                           |                                   |          |                  |             | | ↑ |  |
| Eisden              | hoofdburelen                             | 1931-1937   |                             | hotel                     | Maasmechelen, Zetellaan           | 3292     | 1993-12-22       |             | neorenaissancestijl |   |  |
| Eisden              | hoofdmagazijn                            | 1918        |                             | muziekacademie /          | Maasmechelen, Zetellaan           | 3292     | 1993-12-22       |             | na een brand in 1920 herbouwd |   |  |
| Eisden              | schachtbok II                            | 1926-12-31  |                             | monument                  | Maasmechelen, Zetellaan           | 3292     | 1993-12-22       |             | neo-gotische baksteengotiek monument |   |  |
| Eisden              | schachtbok I                             | 1921        |                             | monument                  | Maasmechelen, Zetellaan           | 3288     | 2002-12-12       |             | monument |   |  |
| Eisden              | ontvangstgebouw                          | 1921        |                             | monument                  | Maasmechelen, Zetellaan           | 3288     | 2002-12-12       |             | monument |   |  |
| Eisden              | extractiemachine nr.1                    | 1924        |                             | /                         | Maasmechelen, Zetellaan           | 3292     | 1993-12-22       |             | "Société Alcasienne de Construction Méchanique Belfort" |   |  |
| Eisden              | extractiemachine nr.2                    |             | /                           |                           | Maasmechelen, Zetellaan           | 3292     | 1993-12-22       |             | "ALSTHOM BELFORT |   |  |
| Eisden              | ward-Leonardgroep                        |             | /                           |                           | Maasmechelen, Zetellaan           | 3292     | 1993-12-22       |             | "Société Alcasienne de Construction Méchanique Belfort" |   |  |
| Eisden              | turbo-compressor                         | 1949        |                             | /                         | Maasmechelen, Zetellaan           | 3292     | 1993-12-22       |             | elektromotor ACEC |   |  |
| Eisden              | zijgevel badzaal                         | 1922        |                             | horeca                    | Maasmechelen, Zetellaan           | 3292     | 1997-05-26       |             | zijgevel badzaal met uitbreiding van het hoofdgebouw |   |  |
| Eisden              | St.-Barbarakerk                          | 1934-1936   | Vanden Nieuwenborgh         | kerk                      | Maasmechelen, Kastanjelaan 24     | 3282     | 2002-06-25       |             | typische mijnkathedraal |   |  |
| Eisden              | Mijnwerkerstweewoonst                    | 1925        |                             | museum                    | Maasmechelen, Marie Joséestraat 3 | 3323     | 2004-10-01       |             | cottagestijl tuinwijkarchitectuur |   |  |
| Eisden              | Regiegebouw van de steenkoolmijn         | 1948        |                             | jeugdlokalen              | Maasmechelen, Kastanjelaan        | 3332     | 2010-06-25       |             | gebouw voor beheer van de mijncité |   |  |
| Houthalen           |                                          |             |                             |                           |                                   |          |                  |             | | ↑ |  |
| Houthalen           | hoofdgebouw                              | 1938?       | Joseph André                | kantoren Greenville       | Houthalen, Centrum-Zuid 1111      | 4019     | 2012-06-12       |             | kantoor van de mijn van Houthalen Helchteren, kantoor van de KS |   |  |
| Houthalen           | schachtbok I                             | 1937-1938   | E. Nicaise                  | monument                  | Houthalen, Grote Baan 27          | 3979     | 1997-05-26       |             | geconstrueerd door 'La Brugeoise' |   |  |
| Houthalen           | schachtbok II                            | 1939        | E. Nicaise                  | monument                  | Houthalen, Grote Baan 27          | 3984     | 2001-04-27       |             | geconstrueerd door 'La Brugeoise' |   |  |
| Houthalen           | mijnwerkersschool                        | 1958        | Isia Isgour                 | Het Vervolg               | Houthalen, Pastorijstraat 40/1    | 4006     | 2012-06-07       |             | |   |  |
| Waterschei          |                                          |             |                             |                           |                                   |          |                  |             | | ↑ |  |
| Waterschei-mijn     | steenkoolterrils van Waterschei          |             | /                           | Landschap                 | Genk,                             | 1923     | 1999-06-11       |             | / |   |  |
| Waterschei-mijn     | hoofdgebouw                              | 1920-1924   |                             | eventlocatie/museum       | Genk, André Dumontlaan 67         | 2378     | 1993-04-23       |             | hoofdgebouw bevattende burelen & dienstlokalen |   |  |
| Waterschei-mijn     | schachtbok II                            | 1920-1924   |                             | /                         | Genk, André Dumontlaan 67         | 2386     | 1993-12-22       |             | boktype met open liftkoker, door S.A. de Construction en de Chaudronnerie d'Awans |   |  |
| Waterschei-mijn     | ophaalgebouw II                          | 1927-1928   |                             | /                         | Genk, André Dumontlaan 67         | 2386     | 1993-12-22       |             | opgetrokken uit gewapend beton |   |  |
| Waterschei-mijn     | ontvangstgebouw                          | 1925-1926   | Voutquenne                  |                           | Genk, André Dumontlaan 67         | 2386     | 1993-12-22       |             | ontvangstgebouw schacht II |   |  |
| Waterschei-mijn     | passerel                                 |             | /                           |                           | Genk, André Dumontlaan 67         | 2386     | 1993-12-22       |             | verbindt hoofdgebouw met schacht II |   |  |
| Waterschei-mijn     | ventilatiegebouw I                       | 1923-1924   |                             | /                         | Genk, André Dumontlaan 67         | 2386     | 1993-12-22       |             | |   |  |
| Waterschei-mijn     | kabellier naast ophaalmachine nr.3       |             | /                           |                           | Genk, André Dumontlaan 67         | 2386     | 1993-12-22       |             | |   |  |
| Waterschei-mijn     | motorcompressor nr.3                     |             | /                           |                           | Genk, André Dumontlaan 67         | 2386     | 1993-12-22       |             | / |   |  |
| Winterslag          |                                          |             |                             |                           |                                   |          |                  |             | | ↑ |  |
| Winterslag          | schachtbok I                             | 1963        |                             | C-MINE Expeditie          | Genk, Evence Coppéelaan 91        | 2391     | 1993-04-23       |             | schachtbok |   |  |
| Winterslag          | schachtbok II                            | 1915        |                             | monument                  | Genk, Evence Coppéelaan 91        | 2391     | 1993-04-23       |             | diepteschacht |   |  |
| Winterslag          | ontvangstgebouw schacht I                |             | /                           | C-MINE Expeditie          | Genk, Evence Coppéelaan 91        |          | 1993-04-23       |             | losvloer |   |  |
| Winterslag          | ontvangstgebouw schacht II               |             | /                           | monument                  | Genk, Evence Coppéelaan 91        |          | 1993-04-23       |             | losvloer |   |  |
| Winterslag          | ophaalmachinegebouw                      |             | /                           | C-MINE                    | Genk, Evence Coppéelaan 91        | 2391     | 1993-04-23       |             | ophaalmachinegebouw |   |  |
| Winterslag-mijn     | ophaalmachines                           |             | /                           | C-MINE                    | Genk, Evence Coppéelaan 91        | 2391     | 1993-04-23       |             | de extractiemachines van het ophaalmachinegebouw |   |  |
| Winterslag-mijn     | ventilatoren                             |             | /                           | C-MINE Expeditie          | Genk, Evence Coppéelaan 91        | 2391     | 1993-04-23       |             | ventilatoren |   |  |
| Winterslag-mijn     | elektrische centrale                     | 1928 (1919) | /                           | C-MINE                    | Genk, Evence Coppéelaan 91        | 9287     | 1993-04-23       |             | elektriciteitscentrale |   |  |
| Winterslag-mijn     | schakel- en controlepanelen              |             | /                           | C-MINE                    | Genk, Evence Coppéelaan 91        | 2391     | 1993-04-23       |             | de schakel- en controlepanelen van de elektrische centrale |   |  |
| Winterslag-mijn     | machinezalen                             | 1918        | /                           | C-MINE                    | Genk, Evence Coppéelaan 91        | 2391     | 1993-04-23       |             | met inbegrip van de uitrusting |   |  |
| Winterslag-mijn     | compressoren                             |             | /                           | C-MINE                    | Genk, Evence Coppéelaan 91        | 2391     | 1993-04-23       |             | de compressoren van de machinezalen |   |  |
| Winterslag-mijn     | hoofdcomplex                             | 1914-1918   | /                           | Cinema, horeca, kantoren  | Genk, Evence Coppéelaan 91        | 9287     | 1993-12-22       |             | omvat de voormalige hoofdburelen van de directie, de burelen van de administratie, de kleedkamer, de badzalen, de lampenzaal en de zaal met veiligheidslampen in neo-Vlaamse renaissancestijl |   |  |
| Winterslag-mijn     | burelen technische dienst                |             | /                           | C-MINE                    | Genk, Evence Coppéelaan 91        | 2439     | 1994-11-14       |             | voormalige burelen technische dienst, inclusief stenen bekleding sokkel |   |  |
| Winterslag-mijn     | badzalen                                 | 1930        |                             | Cinima                    | Genk, Evence Coppéelaan 91        | 2439     | 1994-11-14       |             | voormalige badzalen, inclusief stenenbekleding sokkel |   |  |
| Winterslag-mijn     | muur ten oosten van de badzaal           | 1930        | /                           | C-MINE                    | Genk, Evence Coppéelaan 91        | 2439     | 1994-11-14       |             | muur ten oosten van de badzaal |   |  |
| Winterslag-mijn     | toegangsweg badzaal                      | 1930        | /                           | C-MINE                    | Genk, Evence Coppéelaan 91        | 2439     | 1994-11-14       |             | voormalige toegangsweg badzaal |   |  |
| Winterslag-mijn     | centraal magazijn                        | 1920        | /                           | Atelier Stockmans         | Genk, Evence Coppéelaan 91        | 2439     | 1994-11-14       |             | voormalig centraal magazijn |   |  |
| Winterslag-mijn     | paardenstallen                           | 1919        | /                           | kantoor- en eventruimte   | Genk, Evence Coppéelaan 91        | 2439     | 1994-11-14       |             | voormalige paardenstallen in 'Rundbogenstil', naderhand autobergplaatsen |   |  |
| Zolder              |                                          |             |                             |                           |                                   |          |                  |             | | ↑ |  |
| Zolder-mijn         | Hoofdkantoor bureelgebouw                | 1937        |                             | Kantoren en Kringwinkel / | Zolder, Koolmijnlaan 351          | 4114     | 1993-12-22       |             | L-vormig gebouw met hoofdburelen in zakelijke stijl aan de vroegere ingang |   |  |
| Zolder-mijn         | Elektriciteitscentrale                   | 1924        | Dewandre                    | Eventlocatie              | Zolder, Koeltorenlaan 9           | 4114     | 1993-12-22       |             | de centrale had een capaciteit van 50 megawatt |   |  |
| Zolder-mijn         | Kantoorgebouw bij elektriciteitscentrale | 1924        | /                           | Kantoren en woningen      | Zolder, Koeltorenlaan 11          | 4114     | 1993-12-22       |             | vroeger gebouw van de elektrische dienst en opleiding |   |  |
| Zolder-mijn         | Schachtbok II                            | 1925        | Lemaire                     |                           | Zolder, Koeltorenlaan             | 4114     | 1993-12-22       |             | naar ontwerp van Lemaire (Châtelineau) door de Luxemburgse firma Wurth |   |  |
| Zolder-mijn         | Ontvangstgebouw                          | 1925        |                             | /                         | Zolder, Marktplein 5              | 4114     | 1993-12-22       |             | ontvangstgebouw schachtbok II |   |  |
| Zolder-mijn         | Watertoren                               | 1913        |                             | /                         | Zolder, Koeltorenlaan 53          | 4114     | 1993-12-22       |             | Monnoyer-type (gebouwd door firma Monnoyer met betonplaten) |   |  |
| Zolder-mijn         | Persluchtcentrale                        | 1924        | Dewandre                    | museum & events           | Zolder, Marktplein 5              | 4130     | 1993-12-22       |             | met de machine-uitrusting |   |  |
| Zolder-mijn         | Ophaalmachinegebouw                      | 1925        |                             | cultuurhuis               | Zolder, Marktplein 3              | 4130     | 1995-03-01       |             | |   |  |
| Zolder-mijn         | Schoorsteen                              | 1913        |                             | /                         | Zolder, Marktplein                | 4130     | 1995-03-01       |             | Schouw van het vroegere ketelhuis voor stoomproductie; Monnoyer-type (gebouwd door firma Monnoyer met betonplaten)                                                                            |   |  |
| Zolder-mijn         | extractiemachine nr.II                   | 1947        |                             | /                         | Zolder, Marktplein 5              | 4130     | 1995-03-01       |             | type ACEC, 3.100 PK |   |  |
| Zolder-mijn         | motor-compressor nr.2                    |             | /                           |                           | Zolder, Marktplein 5              | 4130     | 1995-03-01       |             | type ACEC, 6.000 kW – 8.160 PK |   |  |
| Zolder-mijn         | motor-compressor nr.3                    |             | /                           |                           | Zolder, Marktplein 5              | 4130     | 1995-03-01       |             | / |   |  |
| Zolder-mijn         | motor-compressor nr.4                    |             | /                           |                           | Zolder, Marktplein 5              | 4130     | 1995-03-01       |             | / |   |  |
| Zolder-mijn         | motor-compressor nr.5                    |             | /                           |                           | Zolder, Marktplein 5              | 4130     | 1995-03-01       |             | / |   |  |
| Zolder-mijn         | ventilator-deviator                      |             | /                           |                           | Zolder, Marktplein 53             | 4130     | 1995-03-01       |             | / |   |  |
| Zolder-mijn         | herdenkingslier anno 1985                |             | /                           |                           | Zolder, Koolmijnlaan 53           | 4130     | 1995-03-01       |             | liftlier met persluchtaandrijving |   |  |
| Zolder-mijn         | elektrische schakelkast                  |             | /                           |                           | Zolder, Koolmijnlaan 53           | 4130     | 1995-03-01       |             | elektrische schakelkast bij extractiemachine nr.I |   |  |
| Zolder-mijn         | synoptisch bord van de kolenwasserij     |             | /                           |                           | Zolder, Koolmijnlaan 53           | 4114     | 1993-12-22       |             | onderdeel van gesloopt gebouw? |   |  |
| Zolder-mijn         | elektrisch schakelbord in het ketelhuis  |             | /                           |                           | Zolder, Koolmijnlaan 53           | 4114     | 1993-12-22       |             | onderdeel van gesloopt gebouw? |   |  |
| Zwartberg           |                                          |             |                             |                           |                                   |          |                  |             | | ↑ |  |
| Zwartberg           | woning directeur-gerant                  | 1925        |                             | museum                    | Genk, Marcel Habetslaan 58        | 2364     | 2005-03-25       |             | directeurswoning |   |  |
| Zwartberg           | St-Albertuskerk                          | 1939        | Henri Lacoste               | kerk                      | Genk,                             | 2355     | 2002-06-25       |             | typische mijnkathedraal |   |  |
| As                  |                                          |             |                             |                           |                                   |          |                  |             | | ↑ |  |
| As                  | station                                  |             | /                           | Horeca                    | As, Stationsstraat 126            | 2169     | 1997-03-19       |             | onmiddellijke omgeving NMBS station |   |  |

Beringen · Eisden · Houthalen · Waterschei · Winterslag · Zolder · Zwartberg